# Plan Draghi
El plan Draghi, denominado como programa ampliado de compras de activos (APP, por sus siglas en inglés), es un  plan de intervención monetaria, en la zona euro, llevado a cabo por el Banco Central Europeo y auspiciado por su entonces presidente Mario Draghi, que tiene su fundamento teórico en la herramienta de política monetaria denominada expansión cuantitativa, y que consiste en un programa de compras de activos públicos y privados por importe inicialmente de 60.000 millones de euros al mes. El plan se inició en marzo de 2015 y las adquisiciones se ha mantenido en activo hasta diciembre de 2018, cuando el Banco Central Europeo ha dejado de adquirir nuevos títulos, aunque retiene la cartera ya adquirida en su balance, comprometiéndose a mantenerla durante un "periodo prolongado".
Este plan tiene su precedente en las palabras pronunciadas por Mario Draghi en verano de 2012 cuando dijo que haría "todo lo necesario" para garantizar la supervivencia del euro y supuso la ampliación del programa de compra de activos del Banco Central, que tiene por objetivo el cumplimiento de su mandato de estabilidad de precios.

## Objetivo del plan
El objetivo del programa ha sido devolver la inflación a sus niveles objetivo, fijado por el Banco Central Europeo en el 2% y ahuyentar el fantasma de la deflación e igualmente apuntalar el crecimiento económico de los países de la Unión.
Con las compras de títulos se logra incrementar la liquidez del sistema, presionar a la baja el precio de las divisas y hacer descender las rentabilidades de los bonos ampliando y abaratando la financiación de Estados, empresas y particulares.

## Contenido del plan
El plan supuso la compra en el mercado secundario por los bancos centrales de los países que componen la zona euro de títulos de deuda pública y también de determinados títulos de deuda privada. El volumen inicial de las compras fue de 60.000 millones de euros mensuales, que subió hasta los 80.000 en abril de 2016 y se amplió entonces a títulos de empresas no financieras.  En abril de 2017, cuando se empezó a hablar del posible final de este plan, el volumen se redujo hasta 60.000 de nuevo y posteriormente, en enero de 2018 bajó hasta 30.000 y se fijó su vigencia en  diciembre de ese año.

### Riesgos compartido de forma limitada
La compra de títulos, amparadas por este programa, son llevadas a cabo materialmente por los bancos centrales de cada uno de los países de la zona euro. El riesgo es compartido hasta el 20% de la inversión mientras que el resto es asumido por el banco que haya adquirido los títulos. Esto se ha considerado una concesión a las reticencias alemanas al plan.

### Límites a las compras
El plan tiene como límite de compra el 33%, del total de bonos emitidos por un Estado. Ese tope ha motivado que el Banco Central Europeo no adquiriera títulos griegos, ya que la cartera de bonos adquiridos por intervenciones anteriores, supera ese tope.

## Salida del plan
En septiembre de 2017, el Banco Central Europeo empezó a plantearse el final del programa de compra de activos. La estrategia para abandonar la expansión cuantitativa que supuso el plan Draghi se abordaría, en dos fases. La primera la salida del programa de compra de bonos y después de un periodo de tiempo que se anticipa amplio, se iniciaría la subida de tipos de interés.
A finales de octubre de 2017 el BCE fijó los elementos de la salida de las medidas extraordinarias del plan de forma gradual, las adquisiciones mensuales se redujeron a partir de entonces a 30.000 millones de euros y se estableció su final para septiembre de 2018. Finalmente, en septiembre de 2018, las adquisiciones bajaron hasta los 15.000 millones mensuales y se prolongaron hasta diciembre de 2018. En ese momento terminaron las adquisiciones, aunque los títulos que en principio vencen son reinvertidos, por lo menos hasta más allá de las primeras subidas de tipos que el BCE fijaba aproximadamente para el último trimestre de 2019.
Las compras acumuladas de activos de este programa han ascendido en todo el periodo en que ha estado activo, desde 2015 hasta diciembre de 2018, a 2,56 billones de euros, de los que 2,09 billones fueron deuda pública, 176.878 millones deuda de empresas, 262.211 millones en cédulas hipotecarias y 27.775 millones en titulizaciones.